# Frankenbergerius opacus
Frankenbergerius opacus là một loài bọ cánh cứng trong họ Bọ hung (Scarabaeidae).